# Helena Sigal
Helena Charlotte Sigal (* 1996 in Saarbrücken) ist eine deutsche Schauspielerin und Radiomoderatorin.

## Leben
Sigal wuchs im saarländischen St. Ingbert auf, wo sie im Jahr 2015 am Albertus-Magnus-Gymnasium ihr Abitur ablegte. Schon während ihrer Schulzeit spielte sie im Jugendclub des Saarländischen Staatstheaters. 2014 stand sie dort zum ersten Mal auf der Bühne des Haupthauses in einer Inszenierung von Das Geld unter Regie der damaligen Intendantin Dagmar Schlingmann.
Nach dem Abitur studierte Sigal von 2016 bis 2020 an der Musik und Kunst Privatuniversität der Stadt Wien Schauspiel. Noch während ihres Studiums stand sie für die Serien SOKO Kitzbühel und Schnell ermittelt in Nebenrollen zum ersten Mal vor der Fernsehkamera. Parallel dazu etablierte sie sich als Theaterschauspielern mit Auftritten bei den Bad Hersfelder Festspielen und dem Theaternatur Festival.
Seit der Spielzeit 2020/2021 ist Sigal festes Ensemblemitglied am Berliner GRIPS Theater und hat dort unter anderem in Inszenierungen von Das Leben ist ein Wunschkonzert und Linie 1 gespielt.
2023 nahm sie an der ProSieben-Sendung Wer stiehlt mir die Show? teil und gewann diese. Infolgedessen durfte sie die darauffolgende Sendung des Formates moderieren.
Seit August 2023 moderiert sie in unregelmäßigen Abständen die Radiosendung Blue Moon beim Berliner Jugendradio Fritz.

## Film und Fernsehen
- 2018: SOKO Kitzbühel (ORF, ZDF)
- 2019: Schnell Ermittelt (ORF)
- 2023: Wer stiehlt mir die Show? (ProSieben)
- 2023: Zervakis & Opdenhövel. Live. (ProSieben)

## Theater (Auswahl)
- 2014: Das Geld (Saarländisches Staatstheater, Regie: Dagmar Schlingmann)[2]
- 2017: Hexenjagd (TheaterNatur Festival, Regie: Janek Liebetruth)[7]
- 2018: Frühlings Erwachen (TheaterNatur Festival, Regie: Catharina May)[8][9]
- 2019: A Long Way Down (Bad Hersfelder Festspiele, Regie: Christian Nickel), Hauptrolle[10][11]
- seit 2020: Das Leben ist ein Wunschkonzert, GRIPS Theater[12][13][1]
- 2021–2022: Himmel, Erde, Luft und Meer; GRIPS Theater, Hauptrolle[10]
- seit 2021: Kai zieht in den Krieg und kommt mit Opa zurück, GRIPS Theater, Hauptrolle[14][15][1]
- seit 2021: Stecker ziehen, GRIPS Theater, Hauptrolle[10][16][1]
- seit 2022: Alle außer das Einhorn, GRIPS Theater, Hauptrolle[10][1]
- seit 2022: Zum Glück viel Geburtstag, GRIPS Theater[17][1]
- seit 2022: Das schönste Mädchen der Welt, GRIPS Theater, Hauptrolle[10][18][1]
- seit 2023: Linie 1, GRIPS Theater[19][20][1]